# Пчеляков Олександр Павлович
Олекса́ндр Па́влович Пчеляко́в (нар. 11 серпня 1908, село Красна Слобода Казанської губернії, тепер Татарстану, Російська Федерація — травень 1978, місто Москва) — радянський державний діяч, 1-й секретар Кіровського обласного комітету КПРС. Кандидат у члени ЦК КПРС у 1952—1961 роках. Депутат Верховної ради РРФСР 2—3-го скликань. Депутат Верховної ради СРСР 4—5-го скликань.

## Життєпис
Народився в селянській родині.
У 1926—1930 роках — кур'єр центрального складу Центроспілки, робітник Мосбуду, секретар відділу організації праці Московського заводу № 6, секретар торгової групи Управління справами Ради народних комісарів СРСР.
У 1930—1932 роках — студент Московського інженерно-економічного інституту, закінчив три курси.
У 1932—1933 роках — заступник директора Московського заочного інституту техніків-нормувальників.
У 1933—1934 роках — економіст, заступник начальника відділу робітничого постачання заводу імені І. І. Лепсе в Москві.
У 1934 році — старший інспектор Головного управління робітничого постачання і Бюро скарг Народного комісаріату важкої
промисловості СРСР.
У 1935—1938 роках — заступник начальника контрольно-інспекторської групи при Народному комісарові важкої промисловості СРСР.
У 1938—1941 роках — слухач Вищої партійної школи при ЦК ВКП(б).
Член ВКП(б) з 1939 року.
У 1941—1946 роках — завідувач відділу чорної металургії, заступник секретаря Свердловського обласного комітету ВКП(б).
У 1946—1949 роках — 1-й секретар Нижньотагільського міського комітету ВКП(б) Свердловської області.
У січні 1949—1951 роках — 2-й секретар Сталінградського обласного комітету ВКП(б).
У 1951—1952 роках — інспектор ЦК ВКП(б).
15 березня 1952 — 14 лютого 1961 року — 1-й секретар Кіровського обласного комітету ВКП(б) (КПРС). 14 лютого 1961 року знятий з посади і виведений зі складу членів бюро Кіровського обкому КПРС за «допущені серйозні помилки в керівництві сільським господарством».
У 1961—1962 роках — заступник голови Ради народного господарства Рязанського економічного адміністративного району.
У 1962—1965 роках — начальник Управління харчової промисловості.
У 1965—1970 роках — начальник відділу, начальник 2-го управління Міністерства чорної металургії СРСР.
З 1970 року — в інституті «Держмістхімпроєкт» міста Москви.
Помер у травні 1978 року. Похований у Москві на Новокунцевському цвинтарі.

## Нагороди
- орден Леніна
- два ордени Трудового Червоного Прапора
- орден Червоної Зірки
- медаль «За трудову доблесть»
- медалі